# Ludmiła (Polakowska)
Ludmiła, imię świeckie Lidia Polakowska (ur. 20 lutego 1927 w Osiniaku, zm. 2 marca 2016) – polska mniszka prawosławna pochodzenia rosyjskiego.

## Życiorys
Jej rodzice byli chłopami, potomkami rosyjskich staroobrzędowców żyjących na Mazurach, sami należeli do jednowierczej parafii Zaśnięcia Matki Bożej w Wojnowie. Uzyskała wykształcenie zawodowe. Pracowała na poczcie; w 1944 została ewakuowana do Niemiec, pracowała jako tłumaczka i urzędniczka. Do Polski przyjechała w 1947.
Pod wpływem obserwacji życia mniszek staroobrzędowych z klasztoru Zbawiciela i Trójcy Świętej w Wojnowie, jak również pod wpływem ks. Aleksandra Awajewa w 1950 postanowiła wstąpić do monasteru. Nie uzyskała jednak zgody rodziny i spowiednika na zamieszkanie w tworzącej się wspólnocie żeńskiej na górze Grabarce, ówcześnie jedynym żeńskim klasztorze prawosławnym w Polsce. Należała natomiast do kobiecej wspólnoty żyjącej według reguły zakonnej (jednak bez statusu monasteru), jaką zorganizował w Wojnowie ks. Awajew. Rok po jego śmierci w 1956 udała się na Grabarkę i została w tamtejszym monasterze posłusznicą. W klasztorze zajmowała się sprzedażą świec i dewocjonaliów. W trybie zaocznym ukończyła kurs prawosławnego seminarium duchownego w Warszawie. W latach 1975–1985 przebywała w Hajnówce i pracowała w miejscowej parafii Świętej Trójcy. W 1986, po śmierci ihumeni Barbary, została wybrana na nową przełożoną klasztoru na Grabarce, chociaż nie złożyła do tej pory wieczystych ślubów mniszych. Nastąpiło to dopiero w 1987. W momencie postrzyżyn przyjęła imię Ludmiła, natychmiast otrzymała także godność ihumeni.
W 1995 na własną prośbę wyjechała do Wojnowa, gdzie arcybiskup białostocko-gdański Sawa otworzył żeński monaster i została jego pierwszą przełożoną. Zły stan zdrowia mniszki, jak również zły stan techniczny budynków klasztornych sprawił jednak, że już po roku musiała wrócić do klasztoru na Grabarce, nie obejmując przy tym ponownie funkcji przełożonej. Zmarła w 2016. Została pochowana na cmentarzu monasterskim na Grabarce.